# 島田和菜
島田 和菜（しまだ かずな、1983年3月11日 - ）は、東京都出身のグラビアアイドル、元レースクイーン。
アンドエム所属。

## 出演

### TV
- 松紳（日本テレビ、2005年7月）
- ダブルH（テレビ東京、2006年6月）
- 女神のハテナ（日本テレビ、2007年8月）
- オビラジR（TBS、2008年6月〜）
- 特命係長 只野仁（テレビ朝日、SP第5弾、4thシーズン(2009年1月〜)） - 電王堂総務二課 小林恵理 役
- メイドおさわがせします。 スペシャル（MONDO21）
- いいなり宣言!メイドおさわがせします。（MONDO21）

### 舞台
- PROPAGANDA STAGE「家族屋」、2006年東京芸術劇場小ホール１） - 姉小路良子 役
- 「東京駅〜わがママ人生」、2008年）
- 「代々木公園〜青春のオアシス」、2008年）
- 「新宿駅〜恋のカーニバル」、2009年）
- 「介助犬物語〜青空とウィリー」、2009年）

### PV
- ナイス橋本「マイ★フレンド」（ビクターエンタテインメント、2008年）

## DVD

### オリジナルビデオ
- 『グラビアヒロインW（ダブル） スクールナイト＆ミスティージェーン』（ZENピクチャーズ、2007年9月14日発売）共演：岡田智美
- 『HardBodyサイボーグスパイ』（ZENピクチャーズ、2007年）共演：橋本かれん、羽鳥とこ
- 『HardBodyサイボーグ捜査官』（ZENピクチャーズ、2007年）共演：橋本かれん、羽鳥とこ
- 『スーパーマスクヒロイン ミネルバ YUUKI BITOH』（ZENピクチャーズ、2008年1月25日発売）共演：手島優（手嶋ゆう）、里見遥子
- 『スーパーマスクヒロイン ミネルバ MISAKI NATSUMORI』（ZENピクチャーズ、2008年2月8日発売）共演：手島優（手嶋ゆう）、里見遥子

### イメージdvd
- 『TAITAN GIRL Vol.4』（2005年4月23日発売）
- 『ぬーどる』（2005年12月21日発売、ビーエムドットスリー）
- 『Another Sexy』（2007年6月30日）共演：おざわえりか
- 『CAUTION』（2008年1月25日発売、キングダム）
- 『EMOTION』（2008年5月30日発売、キングダム）
- 『ERECTION』（2008年7月25日発売、キングダム）
- 『存在犯罪』（2008年11月28日発売、オルスタックピクチャーズ、R15指定）
- 『寸止め』（2009年2月25日発売、コンセント、R18指定）
- 愛しのクレオパトラ（2010年9月24日、キングダム）
- 傾国美女（2010年11月26日、キングダム）
- Coquettish（2011年1月14日、キングダム）
- 無修正〜エジプト編〜（2012年12月14日、キングダム）

## その他
- 斉藤和義のCDアルバム「白盤」「黒盤」「紅盤」のジャケットのカバーガールに起用された。